# Evolução da eussocialidade

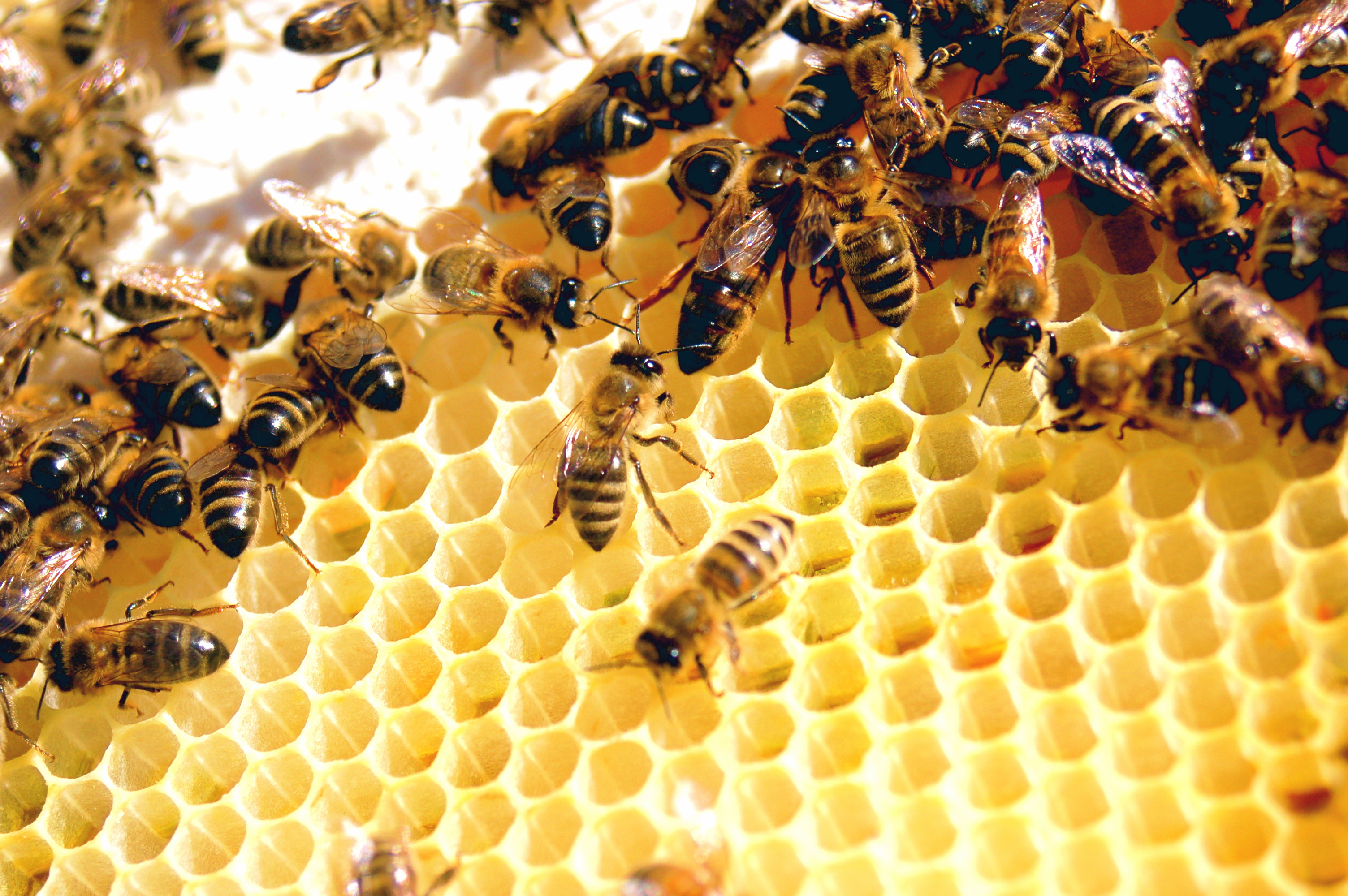
Trabalhadoras de abelhas melíferas colaborando em um favo abdicaram de sua capacidade de reprodução, uma expressão extrema do comportamento eussocial.

A eussocialidade evoluiu repetidamente em diferentes ordens de animais, notavelmente nos cupins e nos himenópteros (as vespas, abelhas e formigas). Essa "verdadeira socialidade" em animais, na qual indivíduos estéreis trabalham para promover o sucesso reprodutivo de outros, é observada em cupins, besouros-de-ambrósia [en], pulgões, tripes, camarões-esponja (Synalpheus regalis), ratos-toupeira-pelados (Heterocephalus glaber) e muitos gêneros na ordem dos insetos himenópteros. O fato de a eussocialidade ter evoluído tantas vezes nos himenópteros (entre 8 e 11 vezes), mas permanecer rara no restante do reino animal, tornou sua evolução um tema de debate entre biólogos evolucionistas. Organismos eussociais parecem, à primeira vista, agir em contraste gritante com interpretações simples da evolução darwiniana: transmitir os próprios genes para a próxima geração, ou aptidão, é uma ideia central na biologia evolutiva.
As teorias atuais propõem que a evolução da eussocialidade ocorreu devido à seleção de parentes, proposta por W. D. Hamilton, ou pela teoria concorrente da seleção multinível, conforme sugerido por E.O. Wilson e colaboradores. Nenhum traço ou modelo único é suficiente para explicar a evolução da eussocialidade, sendo provável que o caminho para a eussocialidade tenha envolvido uma combinação de pré-condições, fatores ecológicos e influências genéticas.

## Visão geral da eussocialidade
A eussocialidade pode ser caracterizada por quatro critérios principais: gerações sobrepostas, cuidado cooperativo com a prole, filopatria e altruísmo reprodutivo. Gerações sobrepostas significam que várias gerações vivem juntas, e os descendentes mais velhos podem ajudar os pais a criar seus irmãos. O cuidado cooperativo com a prole ocorre quando indivíduos além dos pais auxiliam na criação dos filhotes, por meios como coleta de alimento e proteção. A filopatria refere-se à permanência dos indivíduos no local de nascimento.
A categoria final, altruísmo reprodutivo, é a mais divergente de outras ordens sociais. O altruísmo ocorre quando um indivíduo realiza um comportamento que beneficia um receptor, mas às custas de si mesmo. O altruísmo reprodutivo é uma das formas mais extremas de altruísmo. Isso acontece quando a maioria dos membros do grupo abre mão de suas próprias oportunidades de reprodução para participar do sucesso reprodutivo de outros indivíduos. Os indivíduos que renunciam ao seu sucesso reprodutivo formam uma casta estéril de trabalhadores dentro do grupo. Todas as espécies que praticam altruísmo reprodutivo produzem uma ou mais [en] rainhas, as únicas fêmeas reprodutoras, que são maiores que os demais. O restante da sociedade é composto por alguns machos reprodutores, trabalhadores machos e fêmeas estéreis, e os jovens.

## Hipóteses iniciais
Charles Darwin considerou a evolução da eussocialidade um grande problema para sua teoria da seleção natural. Em A Origem das Espécies, ele descreveu a existência de castas estéreis de trabalhadores nos insetos sociais como "a única dificuldade especial, que a princípio me pareceu insuperável e de fato fatal para toda a minha teoria". No parágrafo seguinte de seu livro, Darwin apresenta uma solução. Se o traço da esterilidade puder ser carregado por alguns indivíduos sem expressão, e aqueles que expressam esterilidade ajudarem parentes reprodutivos, o traço estéril pode persistir e evoluir.
Darwin estava no caminho certo, exceto pelo fato de que a esterilidade não é uma característica compartilhada por todos os animais eussociais. Trabalhadores estéreis de muitas espécies eussociais não são fisiologicamente estéreis. Machos trabalhadores ainda podem produzir esperma, e fêmeas trabalhadoras por vezes põem ovos, podendo, em algumas espécies, tornar-se a nova rainha se a antiga morrer (observado em himenópteros, cupins e camarões).
Essa percepção levou à aptidão inclusiva e à seleção de parentes tornando-se teorias importantes no século XX para explicar a eussocialidade. A aptidão inclusiva [en] é descrita como uma combinação do sucesso reprodutivo próprio e do sucesso reprodutivo de outros que compartilham genes semelhantes. Animais podem aumentar sua aptidão inclusiva por meio da seleção de parentes. A seleção de parentes ocorre quando indivíduos ajudam parentes próximos em seu processo reprodutivo, aparentemente porque parentes propagarão alguns dos genes do próprio indivíduo. A seleção de parentes segue a Regra de Hamilton, que sugere que, se o benefício de um comportamento para um receptor, considerando o grau de parentesco genético com o altruísta, supera os custos do comportamento para o altruísta, então é vantajoso geneticamente para o altruísta realizar o comportamento altruísta.

## Teorias atuais

### Haplodiploidia/Seleção de parentes
William D. Hamilton propôs que a eussocialidade surgiu nos himenópteros sociais pela seleção de parentes devido ao seu interessante traço genético de determinação sexual por haplodiploidia. Como os machos são produzidos por partenogênese (vêm de ovos não fertilizados e, portanto, possuem apenas um conjunto de cromossomos), e as fêmeas são produzidas a partir de ovos fertilizados, irmãs de uma mãe com um único parceiro compartilham, em média, 75% de seus genes, enquanto mães sempre compartilham apenas 50% de seus genes com seus filhotes. Assim, as irmãs propagarão mais seus próprios genes ajudando suas mães a criar mais irmãs do que saindo do ninho para criar suas próprias filhas.
Embora o argumento de Hamilton funcione bem para os himenópteros, ele exclui organismos eussociais diploides (relação entre irmãos ≤ relação pais-filhos = 0,5). Mesmo em sistemas haplodiploides, a relação média entre irmãs diminui rapidamente quando uma rainha acasala com múltiplos machos (r=0,5 para 2 parceiros, e ainda menor para mais). Além disso, machos compartilham apenas 25% dos genes de suas irmãs, e, em casos de proporção sexual igual, as fêmeas estão relacionadas aos irmãos, em média, por 0,5, o que não é melhor do que criar seus próprios filhotes. Apesar das limitações da hipótese da haplodiploidia, ela ainda é considerada relevante. Por exemplo, muitas abelhas apresentam proporções sexuais tendenciosas para fêmeas e/ou investem menos ou matam machos. Análises mostram que, nos himenópteros, a fêmea ancestral foi monogâmica em cada um dos oito casos independentes em que a eussocialidade evoluiu. Isso indica que a alta relação entre irmãs favoreceu a evolução da eussocialidade em estágios iniciais em várias ocasiões. Isso ajuda a explicar a abundância de gêneros eussociais na ordem himenópteros, incluindo três origens distintas apenas nas abelhas halictídeas.

### Monogamia
A hipótese da monogamia, formulada por Jacobus Boomsma [en] em 2007, é atualmente a principal hipótese sobre a evolução inicial da eussocialidade nos himenópteros. Ela utiliza a abordagem da seleção de parentes de Hamilton de maneira aplicável tanto a organismos haploides quanto diploides. Se uma rainha é estritamente monogâmica ao longo da vida – ou seja, acasala-se com apenas um indivíduo durante toda sua existência –, seus descendentes serão igualmente relacionados aos irmãos e aos próprios filhotes (r=0,5 em ambos os casos – uma média entre irmãs [0,75] e irmãos [0,25]). Assim, a seleção natural favorecerá a cooperação em qualquer situação em que seja mais eficiente criar irmãos do que filhotes, o que poderia iniciar um caminho rumo à eussocialidade. Essa maior eficiência torna-se especialmente pronunciada após a evolução da vida em grupo.
Em muitos animais monogâmicos, a morte de um parceiro leva o outro a buscar um novo companheiro, o que afetaria a relação e dificultaria a evolução da eussocialidade: trabalhadores seriam muito mais relacionados aos seus filhotes do que aos irmãos. No entanto, muitos himenópteros possuem uma forma de monogamia vitalícia na qual a rainha acasala com um único macho, que morre antes da fundação da colônia. Esse parece ser o estado ancestral em todas as linhagens de himenópteros que evoluíram para a eussocialidade. A maioria dos cupins também possui um sistema de acasalamento em que uma fêmea reprodutiva (a rainha) se compromete com um único macho para a vida (o rei), e esse padrão parece ser ancestral nos cupins. Por fim, a monogamia estrita facilitou a eussocialidade nos camarões que habitam esponjas.

### Endogamia
Em espécies onde a filopatria predomina e há poucos emigrantes do ninho, pode ocorrer uma intensa endogamia, como é o caso em espécies eussociais. A endogamia pode imitar e até superar os efeitos da haplodiploidia. Irmãos podem compartilhar mais de 75% de seus genes. Assim como na seleção de parentes por haplodiploidia, os indivíduos podem propagar mais seus próprios genes promovendo mais irmãos do que seus próprios filhotes. Por exemplo, a necessidade de dispersão e agregação de grupos multiclones pode ter ajudado a impulsionar a evolução da eussocialidade em pulgões.

### Cupins
Nos cupins, duas hipóteses adicionais foram propostas. A primeira é a Hipótese de Ligação Cromossômica, na qual grande parte do genoma dos cupins é ligada ao sexo. Isso faz com que irmãs estejam relacionadas um pouco acima de 50%, e irmãos um pouco acima de 50%, mas a relação entre irmãos e irmãs seja inferior a 50%. Os trabalhadores de cupins poderiam então direcionar seu cuidado cooperativo com a prole para seu próprio sexo. Essa hipótese também imita os efeitos da haplodiploidia, mas propõe que machos ajudariam a criar apenas os filhotes machos da rainha, enquanto fêmeas cuidariam apenas das filhas da rainha.
A hipótese dos simbiontes nos cupins é bastante diferente das demais. A cada muda, os cupins perdem o revestimento de seu intestino posterior e as bactérias e protozoários subsequentes que colonizam seus intestinos para a digestão da celulose. Eles dependem de interações com outros cupins para que seu intestino seja recolonizado, forçando-os a se tornarem sociais. Isso poderia ser um precursor ou pré-condição para a evolução da eussocialidade nos cupins.

### Pré-condições
O acúmulo de certos traços pode servir como "pré-condições" para que a evolução da eussocialidade seja mais provável em certas espécies. A eussocialidade provavelmente é um traço decorrente de evolução convergente, considerando a falta de relações evolutivas entre as espécies que a desenvolveram. No entanto, esse traço é especialmente concentrado na ordem Isoptera (cupins), onde todos os membros são eussociais, na maioria das espécies da família Formicidae (formigas), e em várias espécies da superfamília Apoidea (abelhas e vespas). Embora a hipótese dos simbiontes sirva como uma pré-condição para os cupins evoluírem para sociedades eussociais, cientistas identificaram duas pré-condições cruciais para a evolução da eussocialidade em todas as espécies. Estas incluem:
1. Filhotes altriciais (requerem grandes quantidades de cuidado parental para atingir a maturidade);
2. Baixas taxas de sucesso reprodutivo de pares solitários que tentam se reproduzir.[1]

Essas pré-condições levaram às duas características de estilo de vida observadas em todas as espécies eussociais: construção de ninhos e cuidado parental extensivo. Evidências experimentais disso podem ser vistas em estudos onde espécies do gênero de abelhas solitárias, como Lasioglossum, podem se comportar como abelhas eussociais com divisão de trabalho quando forçadas a viver juntas experimentalmente. Estudos filogenéticos recentes mostraram que os cupins estão intimamente relacionados a baratas que se alimentam de madeira (gênero Cryptocercus), que são subssociais e praticam cuidado biparental. Assim, a eussocialidade dos cupins pode ter evoluído a partir da subssocialidade.

### Fatores ecológicos
Fatores ecológicos provavelmente também foram precursores da eussocialidade. Por exemplo, os camarões-esponja dependem da corrente de alimentação da esponja para comida, os cupins dependem de madeira morta e em decomposição, e os ratos-toupeira-pelados dependem de tubérculos no solo. Cada um desses recursos tem distribuições irregulares nos ambientes desses animais. Isso significa que há um alto custo para a dispersão (o indivíduo pode não encontrar outra fonte antes de morrer de fome), e esses recursos devem ser defendidos para a sobrevivência do grupo. Esses requisitos tornam necessário um alto grau de ordem social para a sobrevivência do grupo.

### Influências genéticas
Restrições genéticas podem ter influenciado a evolução da eussocialidade. A estrutura do genoma da ordem himenópteros foi encontrada como tendo as mais altas taxas de recombinação entre quaisquer outros grupos no reino Animalia. O gênero eussocial Apis, as abelhas melíferas, possui a maior taxa de recombinação entre eucariotos superiores. Genes que determinam o comportamento das operárias e a divisão de trabalho foram encontrados em regiões do genoma de Apis com as maiores taxas de recombinação e evolução molecular. Esses mecanismos são provavelmente importantes para a evolução da eussocialidade porque altas taxas de recombinação estão associadas à criação de novos genes, sobre os quais a seleção natural pode atuar. Isso poderia ter sido importante em outros gêneros eussociais. Taxas de conversão gênica tendenciosas também são mais altas em espécies eussociais. Isso poderia aumentar a diversidade genotípica, permitindo que os trabalhadores atendam às demandas de uma estrutura social em mudança mais facilmente. Outra hipótese é que a menor diversidade genética geral à medida que os níveis de eussocialidade aumentam na família Apidae se deve a uma exposição reduzida a parasitas e patógenos.

## Mecanismos

### Manipulação
A eussocialidade parece ser mantida por meio da manipulação dos trabalhadores estéreis pela rainha. Os mecanismos para isso incluem controle hormonal por feromônios, restrição de alimento aos jovens para controlar seu tamanho, consumo de quaisquer ovos postos por fêmeas além da rainha e dominância comportamental. Nos ratos-toupeira-pelados, essa dominância comportamental ocorre na forma da rainha enfrentando o trabalhador frente a frente e empurrando-o pelos túneis da toca dos ratos-toupeira-pelados por uma distância considerável.

### Seleção de grupo
Nowak et al. (2010) delineiam um caminho pelo qual a eussocialidade poderia evoluir por meio da seleção multinível (de grupo) em cinco etapas:
1. Formação de grupos: Grupos poderiam consistir em grupos de pais e filhotes ou grupos não relacionados (em situações onde a cooperação é benéfica) vivendo em um ninho estruturado.
2. Pré-adaptações: Pré-adaptações para a vida social, como provisionamento progressivo, impulsionarão o grupo ainda mais em direção à eussocialidade.
3. Mutações: Mutações surgirão e serão selecionadas. Alguns genes são conhecidos por terem sido silenciados na história dos insetos sociais, levando à redução do comportamento de dispersão e à origem da casta sem asas.
4. Seleção Natural Atua sobre Traços Emergentes: As interações dos indivíduos podem ser consideradas parte do fenótipo estendido da rainha. Essas interações produzem propriedades emergentes sobre as quais a seleção natural pode atuar.
5. Seleção multinível: Grupos mais cooperativos superam grupos menos cooperativos.

O artigo de Nowak, no entanto, recebeu grandes críticas por separar erroneamente a teoria da aptidão inclusiva da "seleção natural padrão". Mais de 150 autores responderam, argumentando que Nowak et al. deturparam 40 anos de literatura empírica.